# ロビンソン一家漂流記
『ロビンソン一家漂流記』（ロビンソンいっかひょうりゅうき、原題：The Adventures of Swiss Family Robinson）は、ニュージーランドのクラウド・ナイン・エンターテインメントが1998年に製作したテレビドラマシリーズである。ヨハン・ダビット・ウィースの『スイスのロビンソン』が原作。

## ストーリー
ボストンに住むロビンソン一家は中国への航海中、船が嵐に遭遇して難破し、流れ着いた孤島でサバイバル生活を送ることになる。

## キャスト
- デビッド・ロビンソン：リチャード・トーマス（吹替：森田順平）
- エリザベス・ロビンソン：マーゴ・ガン（吹替：高島雅羅）
- エルンスト・ロビンソン：キーレン・ハチソン（吹替：坂詰貴之）
- ジョアンナ・ロビンソン：シャーロット・ウラムズ（吹替：片岡身江）
- クリスティーナ・ロビンソン：ミア・コニング（吹替：増田ゆき）

## 日本での放送
日本では、1998年11月5日から1999年6月3日までNHK教育テレビで放送。放送時間は、1999年4月1日までは毎週木曜 18:25 - 18:49、同年4月8日からは毎週木曜 18:45 - 19:09 （日本標準時）。